# Administração Metropolitana de Bangkok

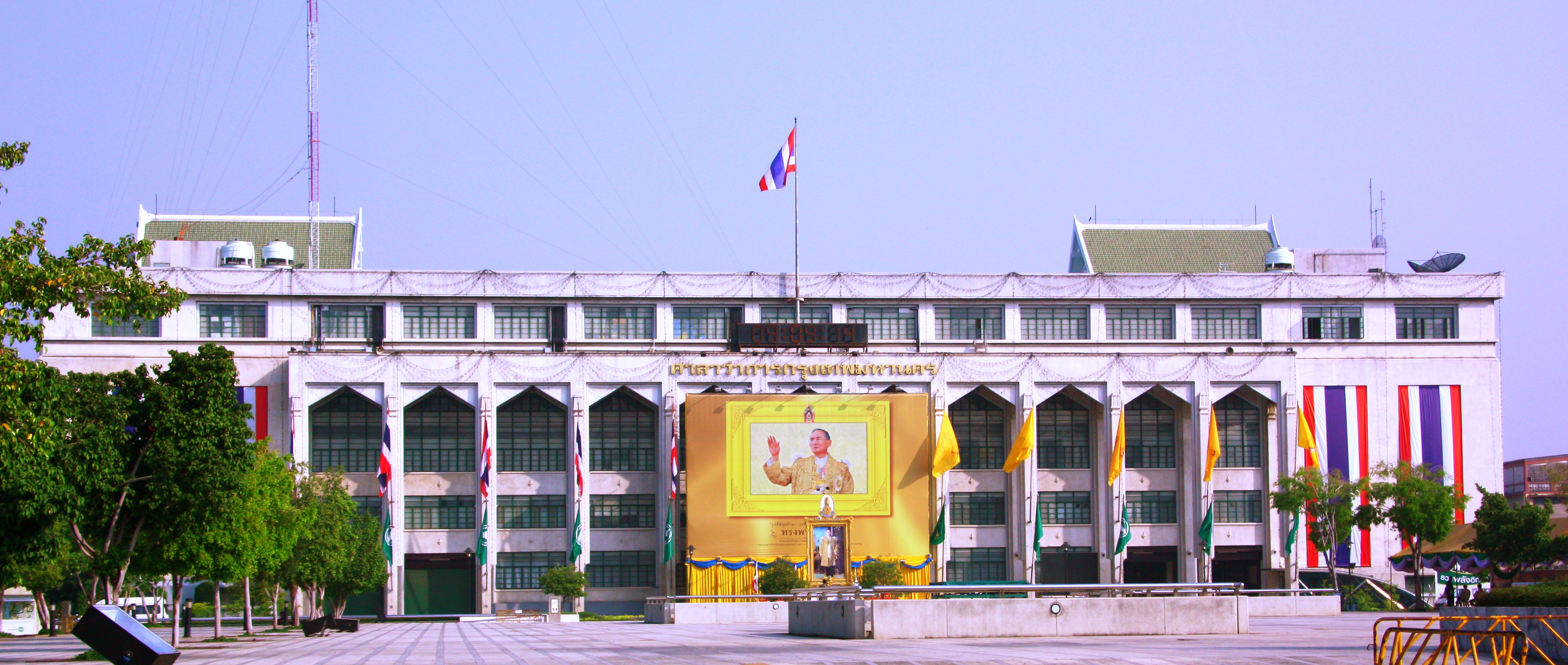
Prédio do Bangkok City Hall, onde se localiza a Administração Metropolitana de Banguecoque.

A Administração Metropolitana de Banguecoque/Bangkok (em tailandês: กรุงเทพมหานคร) é o governo local de Bangkok ou Krung Thep Maha Nakhon, que administra a capital do Reino da Tailândia. O governo é composto por dois ramos: o executivo (o governador de Bangkok) e o legislativo (o Conselho Metropolitano de Bangkok). As funções do governo são de formular e implementar políticas relativas à gestão de Bangkok, que incluem: serviços de transporte, planejamento urbano, gestão de resíduos, habitação, estradas e rodovias, serviços de segurança e meio ambiente.

## Governo de Banguecoque
O governador de Banguecoque/Bangkok (em tailandês: ผู้ ว่า ราชการ กรุงเทพมหานคร ou ผู้ ว่า กรุงเทพ) é o chefe do governo local de Bangkok. O governador também é o diretor-executivo da Administração Metropolitana de Bangcoc (BMA). O governador é eleito para um mandato renovável de quatro anos, possuindo dois gabinetes executivos eleitos diretamente pelo Reino. O gabinete é comparável ao de um prefeito.
O titular atual da BMA é Sukhumbhand Paribatra, do Partido Democrata, que foi eleito em 11 de janeiro de 2009, substituindo Apirak Kosayothin, que renunciou depois de ser indiciado por corrupção.